# Alexandru Wassilko de Serecki (ofițer)
Alexandru conte Wassilko de Serecki (n. 2 februarie 1871, Castelul Berhomet – d. 21 iulie 1920, Bârlad) din familia Wassilko, a fost un ofițer de cavalerie din Armata Comună a Austro-Ungariei cu gradul de locotenent-colonel, șambelan imperial, camerier al arhiducelui Heinrich Ferdinand de Habsburg-Lorena-Toscana și agent de contrainformații al Austro-Ungariei. După anul 1918 a activat ca ofițer în Armata Română.

## Originea și anii de formare
Alexandru a fost nepotul baronului Iordachi (1795-1861) și al treilea fiu al baronului Alexandru Wassilko de Serecki (1827-1893) – mareșal al Ducatului Bucovinei (pe atunci parte a Imperiului Austro-Ungar) și de asemenea membru pe viață al Camerei Superioare de la Viena. Mama sa a fost Ecaterina de Flondor (1843-1920).
După ce a parcurs primii ani de școală învățând în privat, a absolvit studiile secundare la K.k. I. Staatsgymnasium Czernowitz din Cernăuți și a obținut diploma de bacalaureat în 1890. Ulterior a intrat să studieze la Academia Militară Tereziană din Wiener Neustadt, una dintre cele mai prestigioase din Europa.

## Cariera

### Perioada premergătoare Marelui Război
La 18 august 1893, s-a încadrat cu gradul de locotenent în regimentul de dragoni galițian-bucovinean „Erzherzog Albrecht” nr. 9 la Olmütz. Promovat la gradul de locotenent major pe ziua de 1 august 1897, s-a transferat la regimentul de dragoni boemian „Fürst von Liechtenstein” nr.10, unde a figurat oficial până la căderea monarhiei.
Avansat pe 1 noiembrie 1907 la gradul de căpitan, ofițerul a fost numit la 7 decembrie 1907 camerier al arhiducelui Heinrich Ferdinand de Habsburg-Lorena-Toscana. El l-a însoțit pe acesta până la izbucnirea războiului, fiindu-i alături la München, Salzburg și Viena. În 1909 (numai împreună cu fiul mai mic Gheorghe) s-a convertit de la ritul ortodox la cel romano-catolic cu ocazia jubileului de 60 de ani de domnie a împăratului Franz Joseph I al Austriei.
Conform baronului von Wedel, a fost cooptat în același an în serviciul de contrainformații al Austro-Ungariei, unde a lucrat pentru biroul de evidențe la Viena, pentru un timp ca adjunct al colonelului Maximilian Ronge. În acest context a fost implicat în descoperirea cazului de spionaj al colonelului Alfred Redl, care a fost demascat în mai 1913 ca spion pentru Rusia. Pentru serviciile sale deosebite, a fost decorat la 23 iunie 1913 cu Crucea de Ofițer a Ordinului Franz Joseph I..

### Primul Război Mondial
În timpul Primului Război Mondial, Alexandru Wassilko de Serecki la-a însoțit mai întâi ca ofițer de ordonanță pe arhiducele Heinrich Ferdinand pe front în Bucovina și Galiția, în timpul serviciului acestuia în cadrul Armatei a 4-a (aflată sub comanda Arhiducelui Joseph Ferdinand de Habsburg-Lorena). A luptat printre altele în ultima bătălie de cavalerie din istoria lumii – la Râul Sanna și Jarosław la est de Zolociv, precum și în apărare împotriva forțelor țariste în 1914/1915 în timpul Asediului Przemyślului Ulterior acestuai, a fost trimis pe frontul italian în Tirolul de Sud și Trentino.
În anii 1915 și 1916 ofițerul a luptat în nordul Italiei, printre altele pe Monte Baldo și la Alto Adige în ofensiva de pe Pasubio din Tirolul de Sud. Pentru angajamentul său a fost promovat la gradul de maior la 1 februarie 1916. Mai târziu a fost rănit grav și a căzut în captivitate franceză, din care a fost eliberat prin canale diplomatice. O onoare deosebită pentru el a fost audiența privată la împărat, urmată de un dejeuner la 14 februarie 1917.
În anii 1917/1918 Wassilko de Serecki l-a însoțit arhiduce (avansat la comandant de grupă și scurt timp după aceea la gradul de general major), pe frontul din Carintia. După demisia lui Heinrich Ferdinand a căpătat permisiunea de a lupta mai departeîmpotriva inamicului. Pentru angajamentul său, ofițerul a fost promovat la gradul de locotenent colonel și comandant al Regimentului de Ulani nr. 8. la 1 mai 1918, după ce i-a fost acordată deja la 27 aprilie al anului – în semn de recunoaștere pentru comportamentul său curajos în fața  adversarului și serviciile sale excelente, Crucea de Merit Militar cu săbii.  Ordinul Coroana României
Împreună cu frații săi, la 19 decembrie 1905 a fost numit șambelan imperial. Printr-o înaltă rezoluție a împăratului Carol I al Austriei dată la 29 august 1918 în Eckartsau (Diploma: Viena, 19 octombrie al anului), a fost onorat cu titlul de conte, motivul fiind loialitatea sa de soldat și capacitatea de a se sacrifica personal împreună cu familia sa.

### Serviciul în Armata Română
În 1919 contele a fost preluat cu rangul său militar austriac (după alții în calitate de colonel) în Armata Română. A fost încadrat în Regimentul Nr. 3 Roșiori si a fost decorat cu Ordinul Coroanei României în grad de cavaler.
Cariera sa militară s-a încheiat prin sinucidere la vârsta de doar 49 de ani. S-a împușcat cu arma de serviciu în parcul orașului Bârlad.

### Decorații

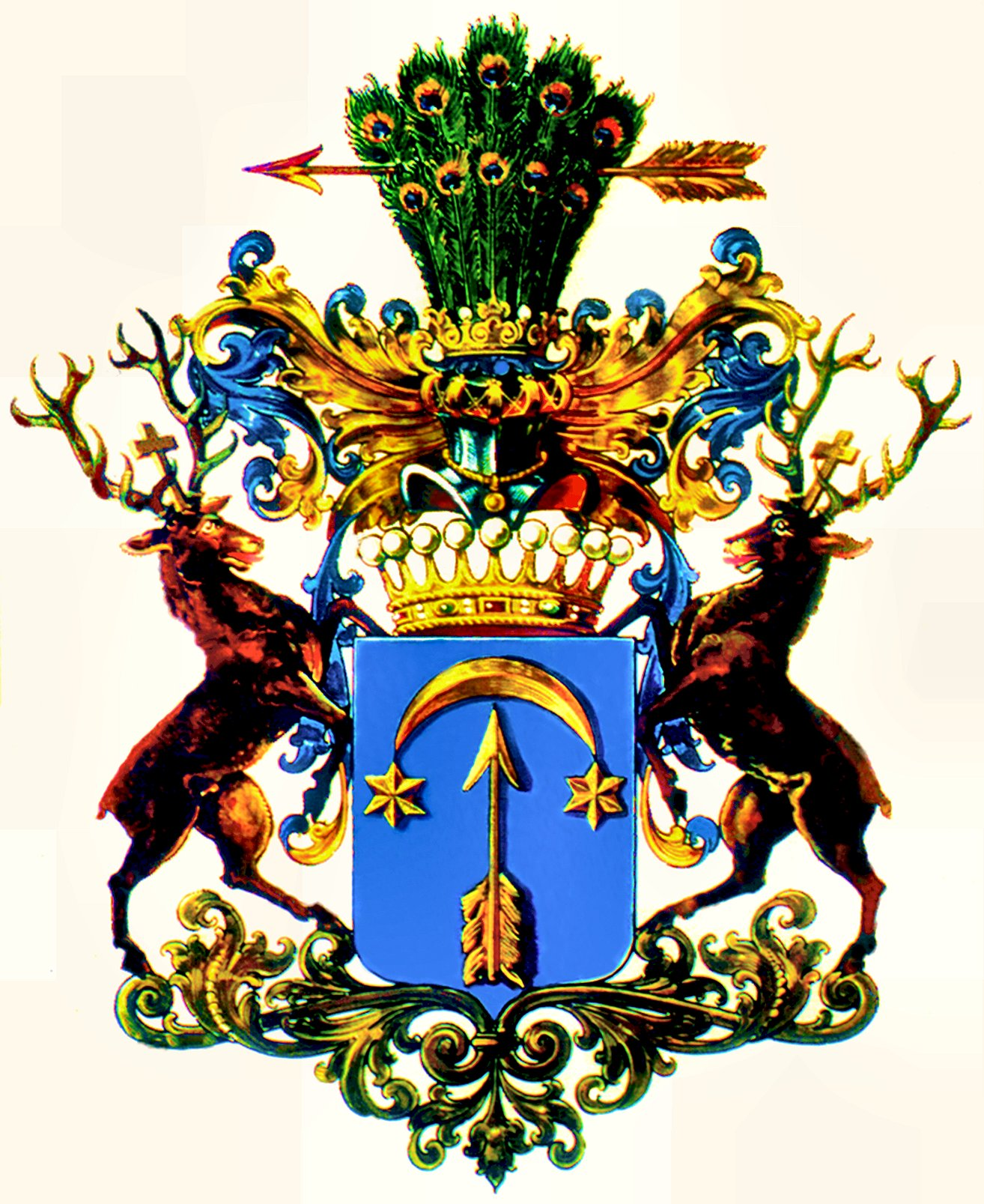
Stema conților Wassilko

Ofițerul a  primit mai multe distincții, printre care s-au numărat:
- Medalia comemorativă pentru forțele armate, înainte de 1910
- Crucea militară de aniversare, înainte de 1910
- Crucea Marianilor al Ordinului Cavalerilor Teutoni, înainte de 1910
- Crucea de Ofițer al Ordinului împărătesc austriac Franz Joseph, 23 iunie 1913
- Medalia de Merit Militar "Signum Laudis" la banda Crucii de Merit Militar, 5 ianuarie 1916
- Ordinul al Crucii de Fier de clasa a 2-a la banda alb-neagră împărătesc german, 28 ianuarie 1916
- Ordinul de Merit „Sfântul Mihail” (Bavaria) de clasa a 2-a cu coroană, 1 septembrie 1916
- Ordinul Coroana de Fier de clasa a 3-a cu decorație de război (KD.), 24 februarie 1917
- Crucea de Merit Militar de clasa a 2-a cu decorație de război (KD.) și săbii, 27 aprilie 1918
- Ordinul regal al Ordinului Coroana României, 1919

## Familia

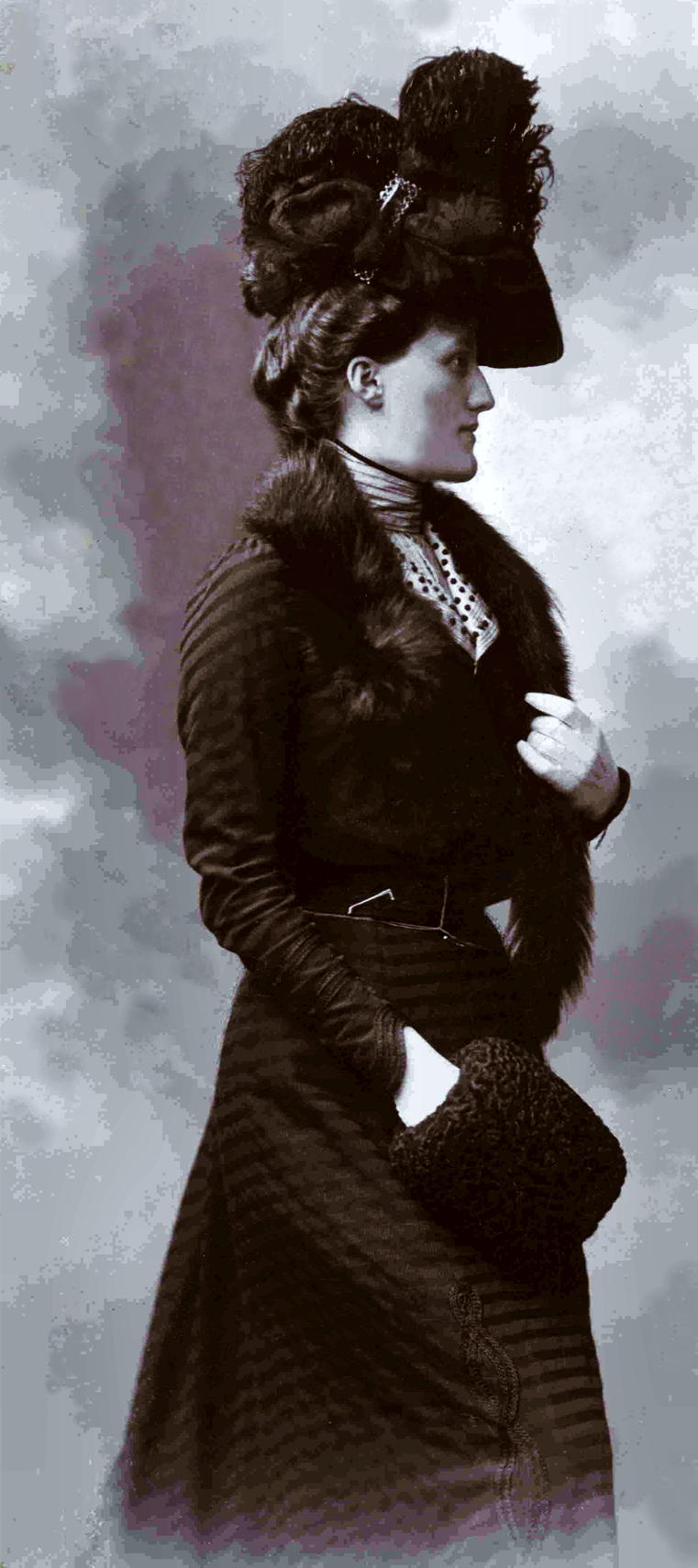
Eva, născută baronesă Putz von Rolsberg

Familia
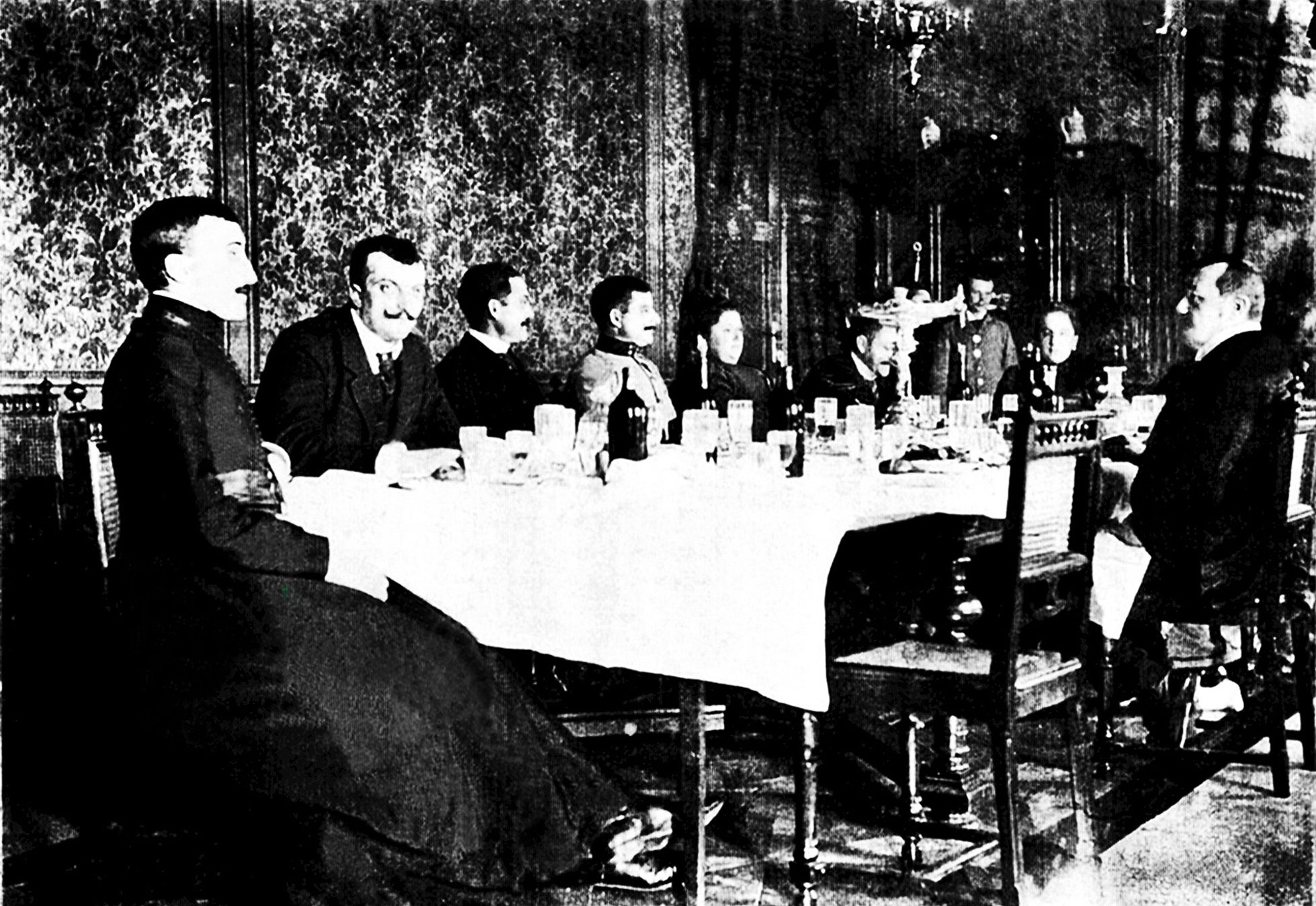
Alexandru la Castelul Berhomet, 1904
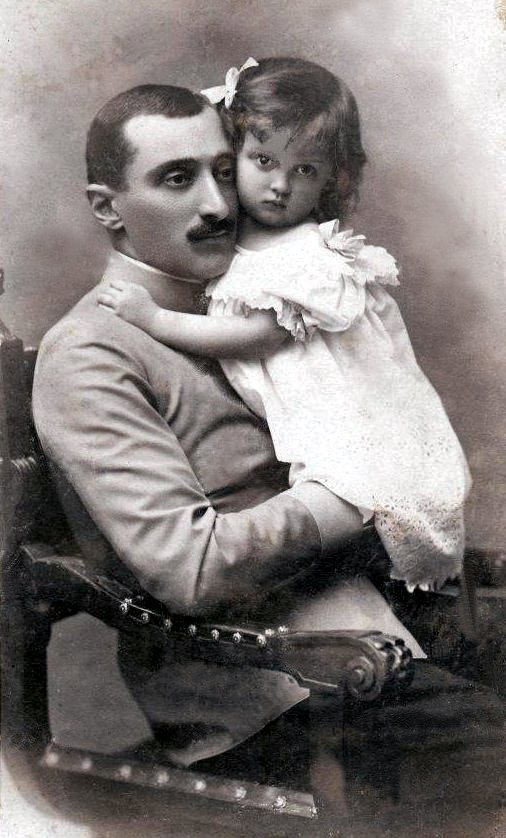
Alexandru cu fiica Eva Lucretia, pe la 1905
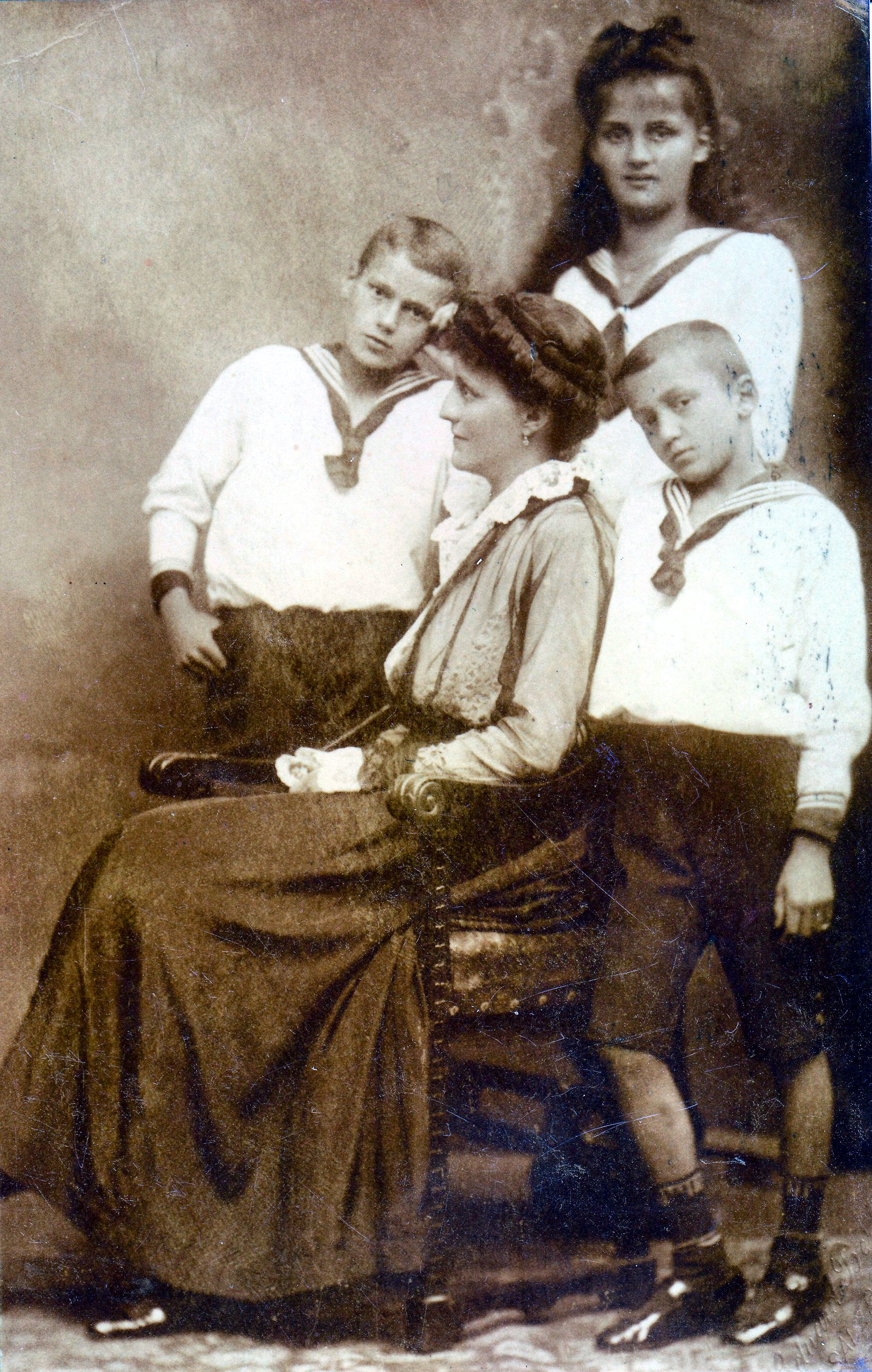
Eva cu copiii, Rezidența Salzburg, 1917
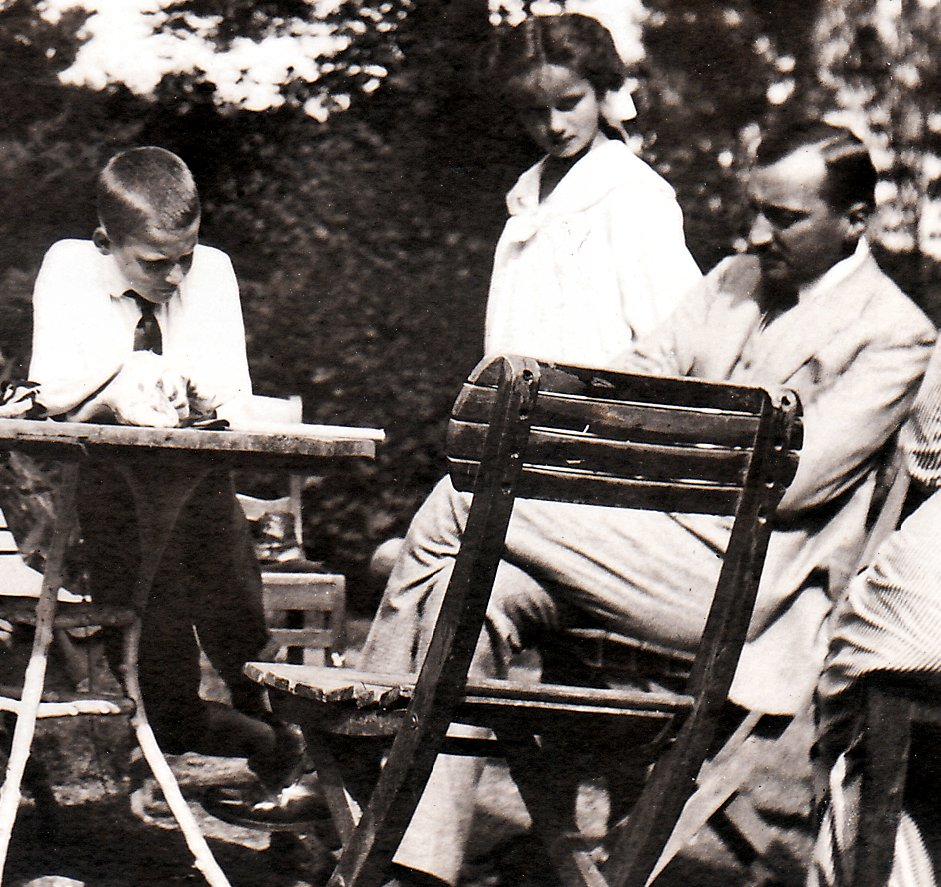
Alexandru cu Lucretia și Carol, 1919
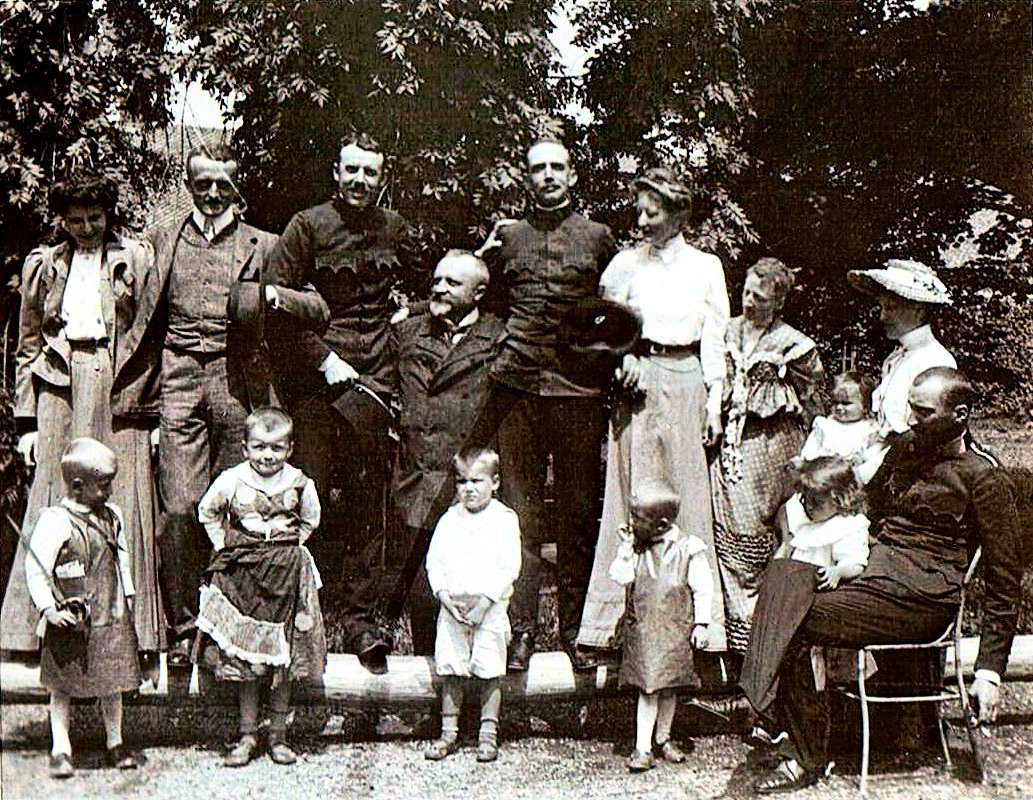
La Leitersdorf, Alexandru jos pe dreapta, 1906

Alexandru s-a căsătorit în ziua de 11 octombrie 1899 la Castelul Leitersdorf (Județul Opava) cu Eva Anastasia (n.  2 iulie 1878, Castelul Leitersdorf – d. 1 iulie 1946, Opava), fiica politicianului și marelui moșier Karl Borromäus Baron Putz von Rolsberg (1852-1921). Aceasta era în același timp și nepoată a generalului de artilerie (Feldzeugmeister) și a savantului Wilhelm Baron Lenk von Wolfsberg (1809-1894). Cuplul a avut 3 copii: Eva Lucreția (n. 27 iulie 1902, Olomouc – d. 12 iulie.1969, Ottawa) , măritată cu prințul Leon de Sayn-Wittgenstein (n. 31 decembrie 1900, Țarskoe Selo - d. 24 ianuarie 1974,); Carol, (n. 9 august 1905 Olomouc – d. 1 februarie 1989, Hamburg) inginer forestier, căsătorit printre altele cu Elisabeta Conovici (n. 17 martie 1922, București - d. 28 aprilie 2010, București); Gheorghe (n. 20 mai 1908, München – d. 14 iunie 1982, Garching bei München), șef de direcțiune la „Prodexport București”, apoi jurnalist și redactor economic la Radio Europa Liberă, căsătorit cu Elvira von Wiese (n. 20 iunie 1915, Liepāja - d. 4 octombrie 1981, München). De-a lungul războiului Eva a trăit cu copiii în Rezidența de la Salzburg, care a aparținut arhiducelui Heinrich Ferdinand. Ofițerului au rămas sub numele de familie 3 nepoți: Alexandru (n. 17 august 1947), Mihai (n. 14 martie 1951) și Ștefan  (n. 22 aprilie 1952).

Copii și nepoții
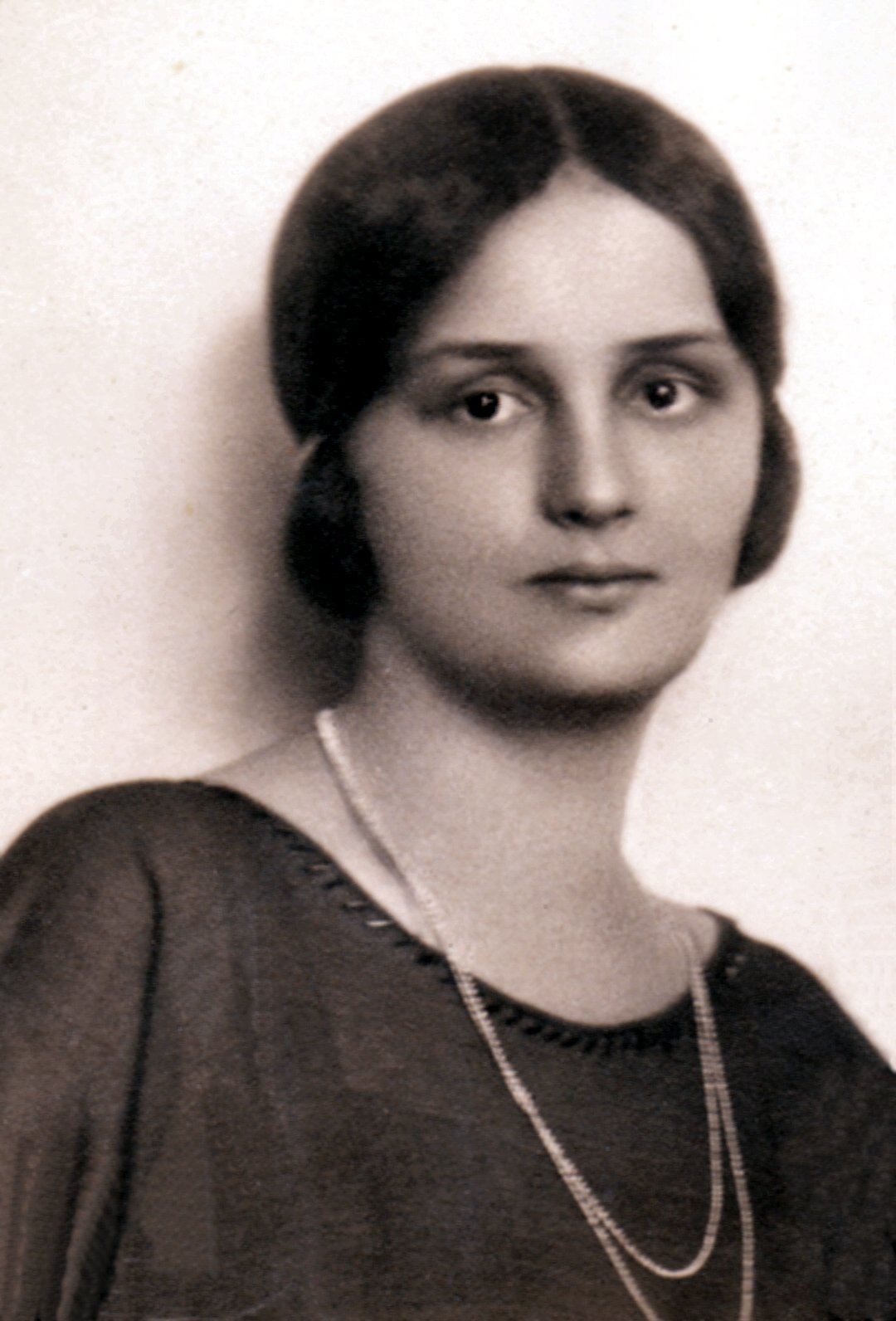
Fiica Lucretia, 1926
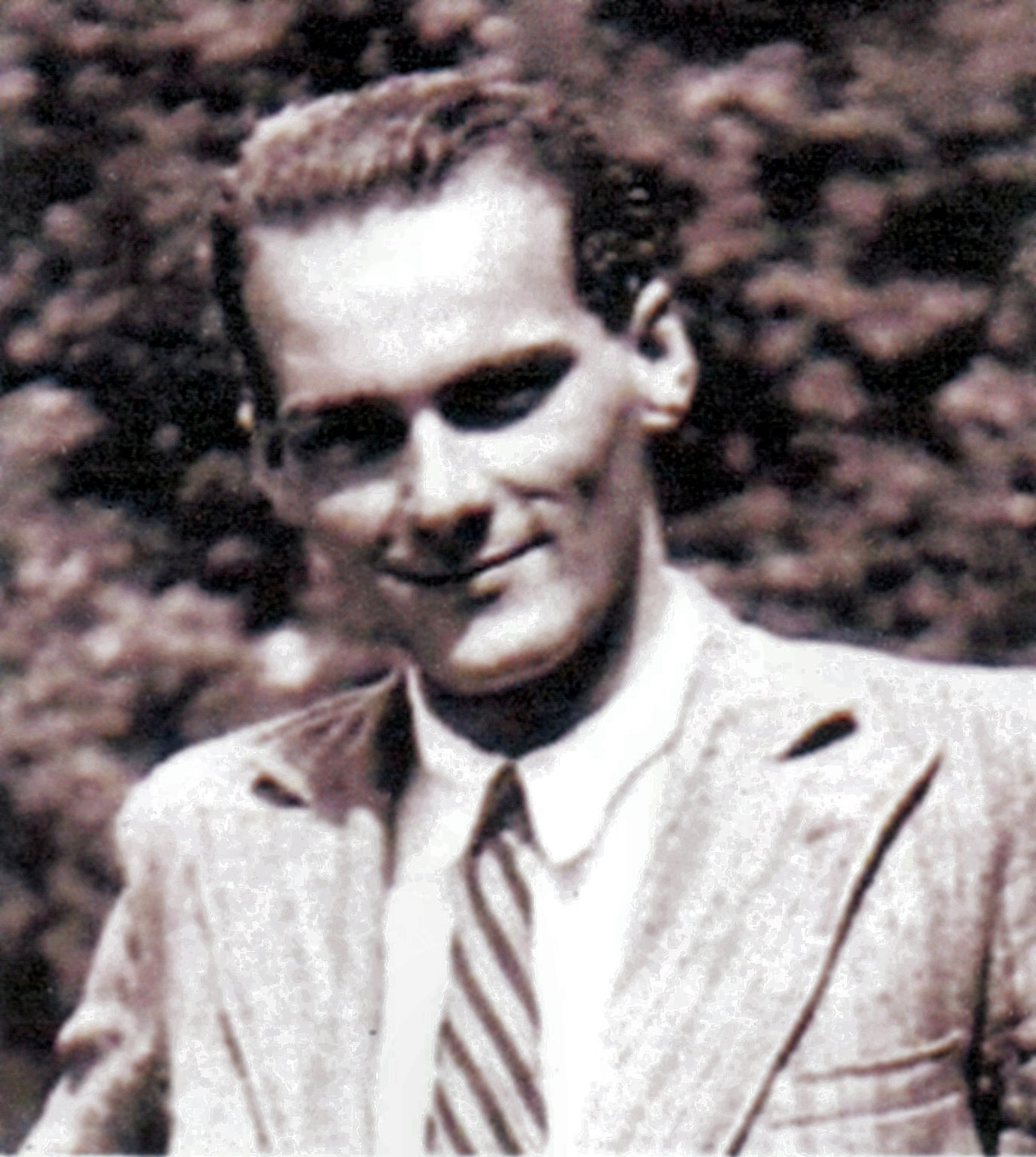
Fiul Carol, 1926
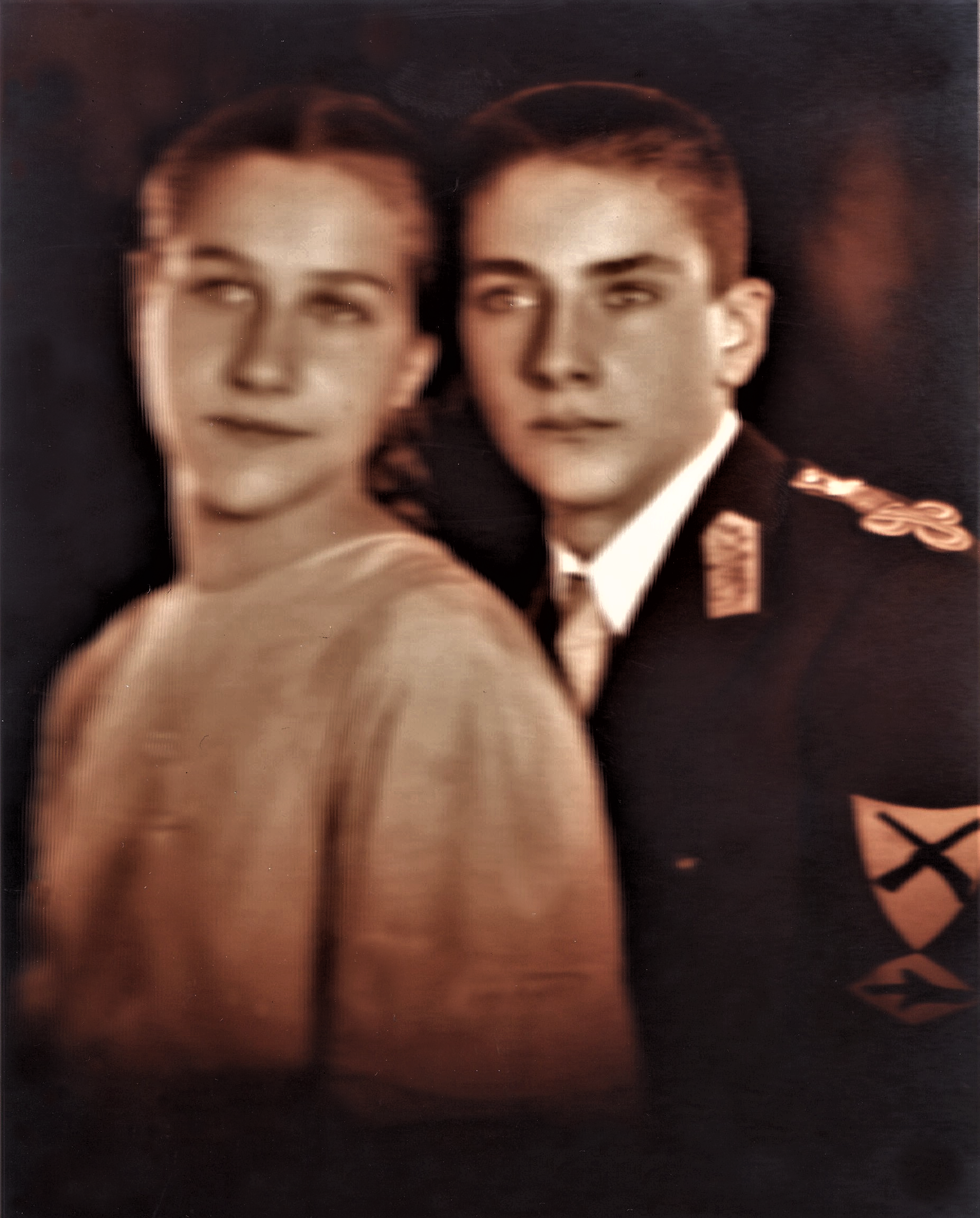
Ella Conovici cu fratele Valentin (căzut 1944) 1940
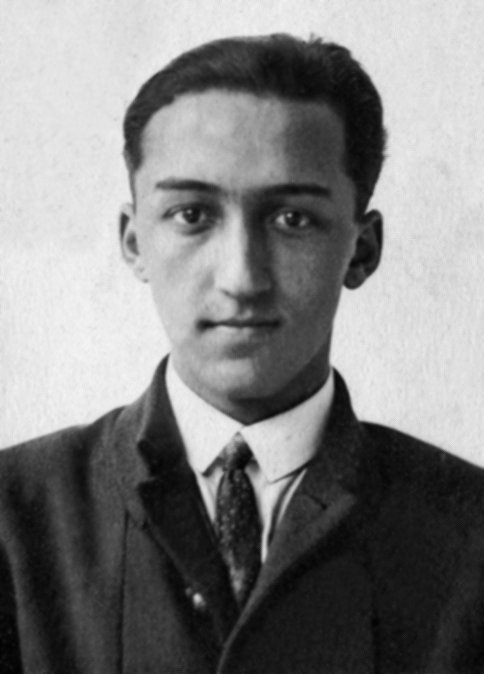
Fiul Gheorghe, 1928
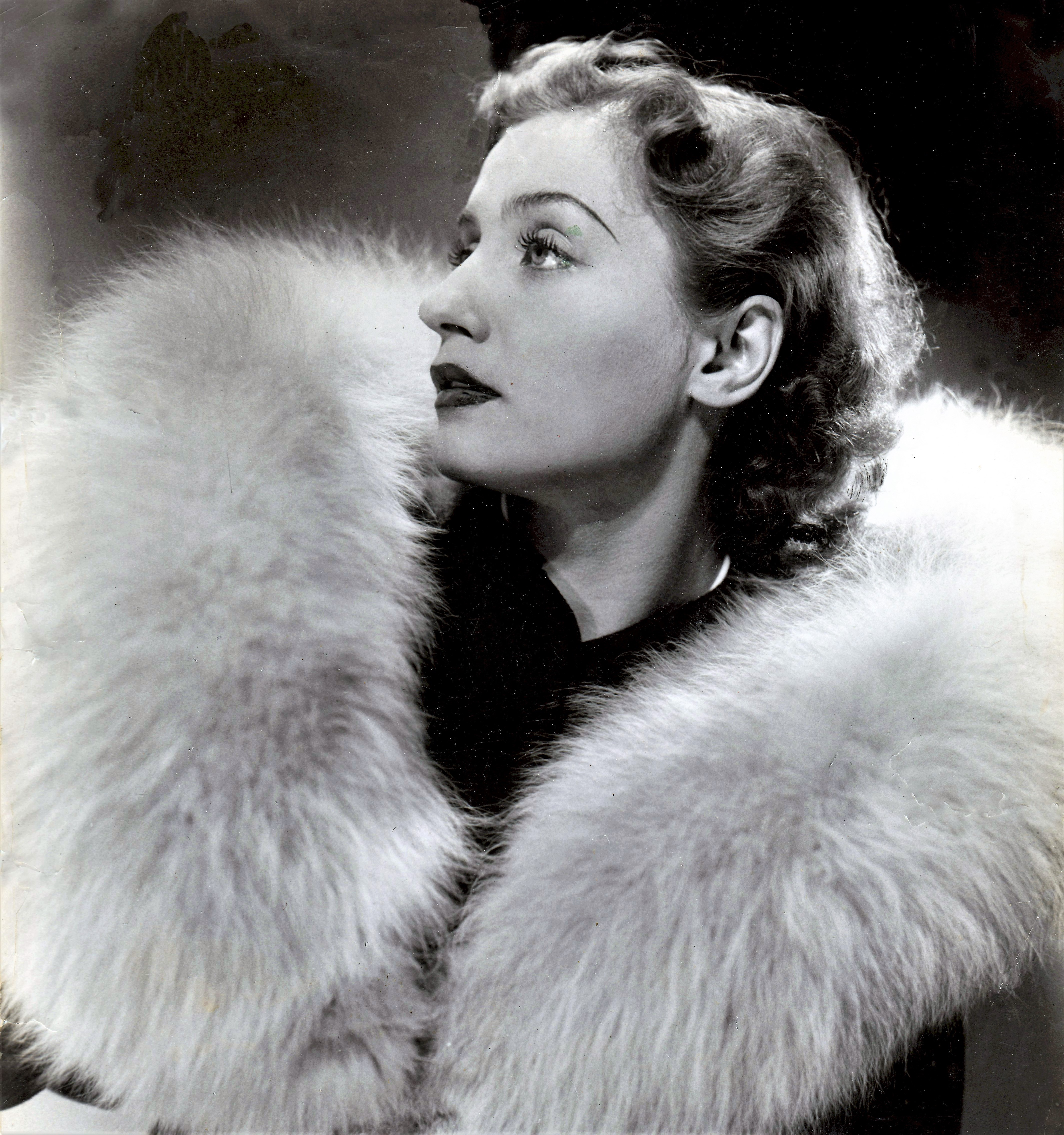
Elvira von Wiese, 1938
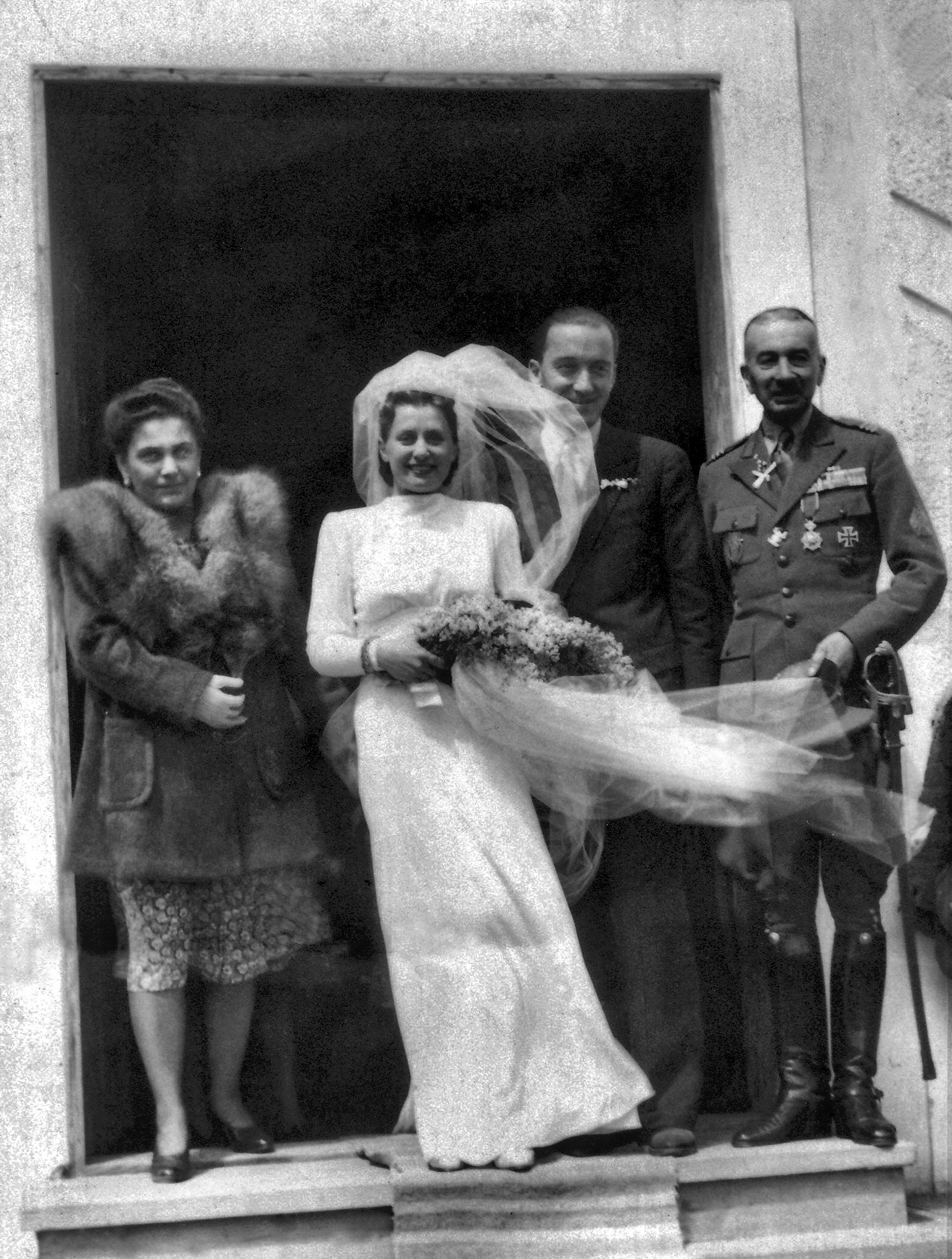
Nunta lui Gheorghe la Berhomet, 1943
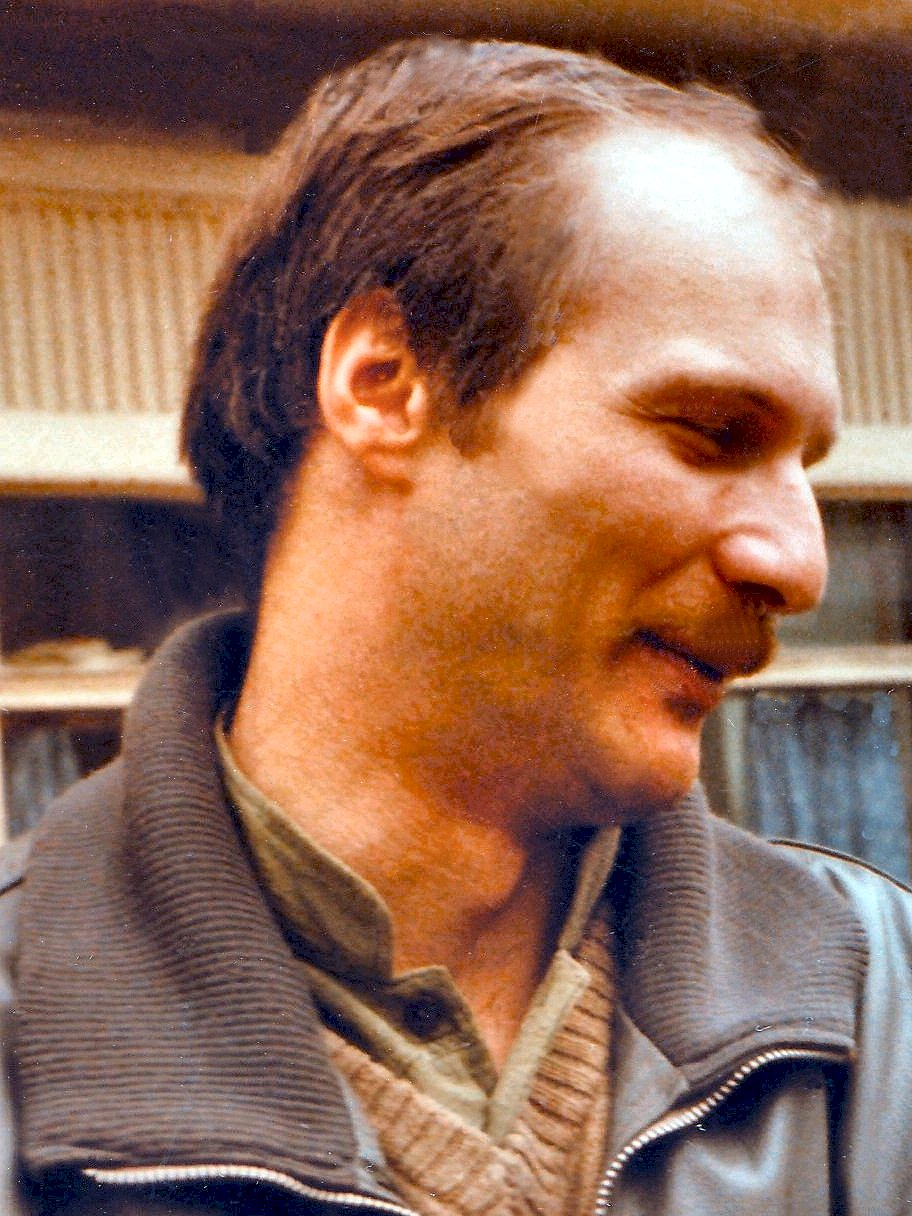
Nepotul Ștefan, n. 1952
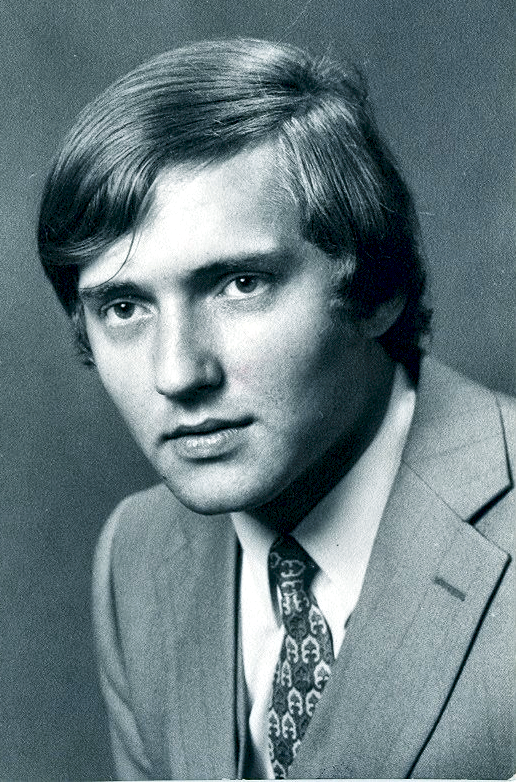
Nepotul Alexandru, n. 1947
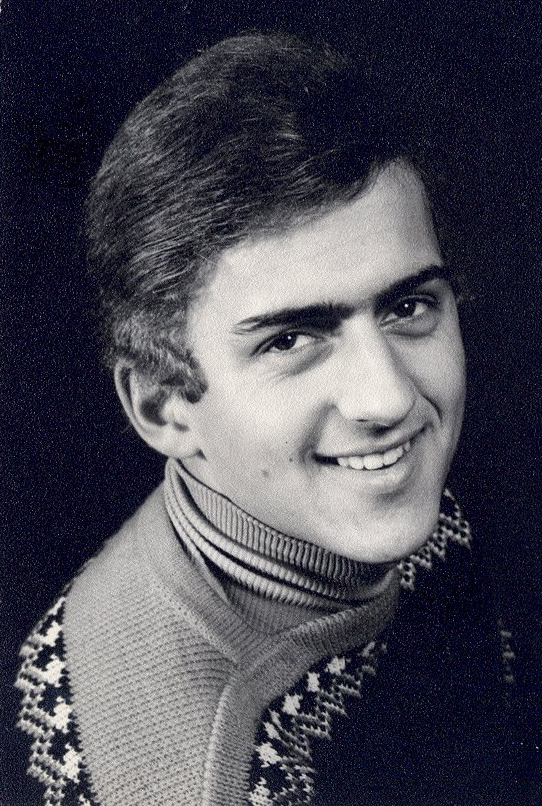
Nepotul Mihai, n. 1951

## Bibliografie

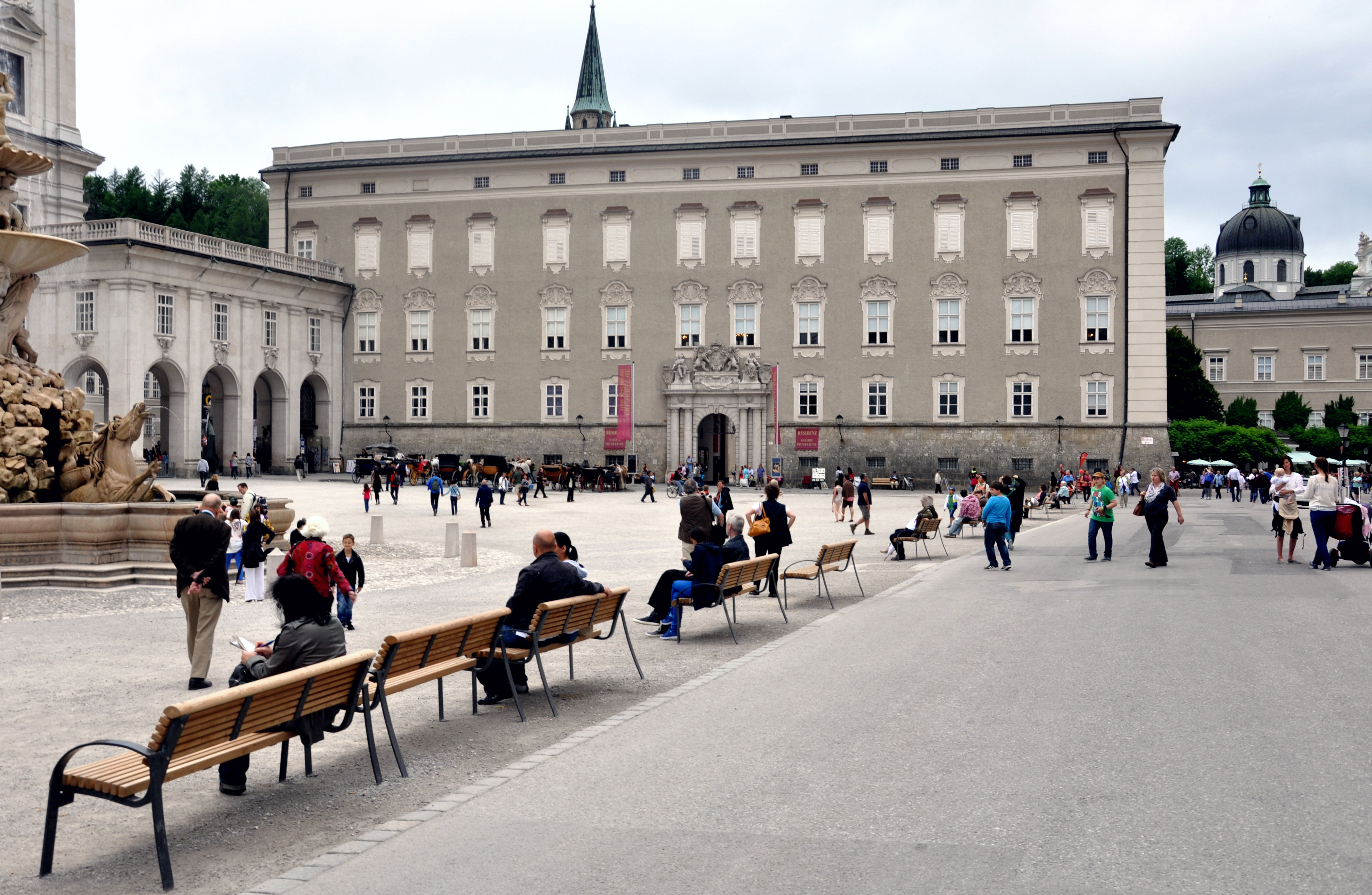
Rezidența de la Salzburg